# O Fantasma Apaixonado
O Fantasma Apaixonado (The Ghost and Mrs. Muir, no original em inglês) é um filme norte-americano de 1947, do gênero comédia, dirigido por Joseph L. Mankiewicz e estrelado por Gene Tierney, Rex Harrison e George Sanders.
Charmosa, e belamente trabalhada fantasia hollywoodiana, o filme é também "a menos aterrorizante história de fantasmas já filmada"  e está entre os dez melhores trabalhos, tanto de Gene Tierney quanto de Rex Harrison, de acordo com Ken Wlaschin.
O filme deu origem à telessérie homônima, conhecida no Brasil como Nós e o Fantasma. Seus cinquenta episódios foram exibidos entre 1968 e 1970.

## Sinopse

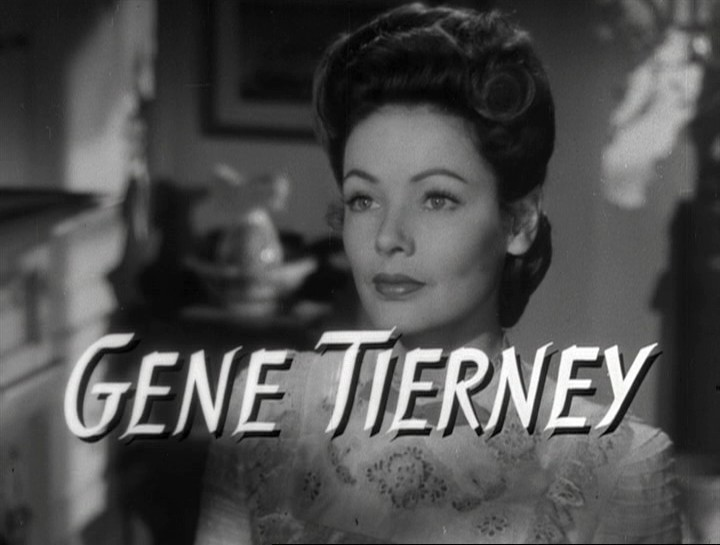
Gene Tierney no trailer do filme.

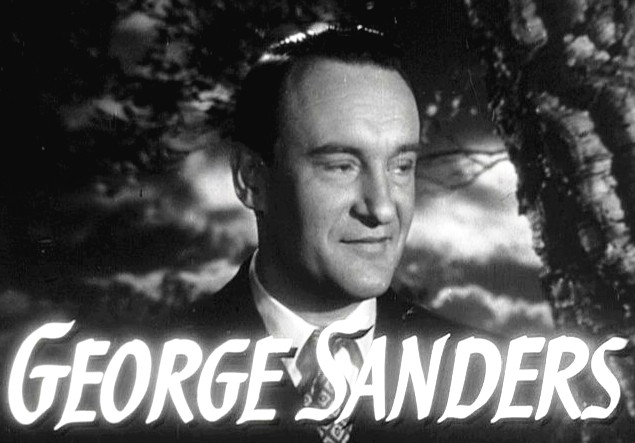
Geroge Sanders também no trailer do filme.

Inglaterra, início do século XX. Lucy Muir, jovem viúva, adquire uma velha casa na costa, apesar dos avisos de que seria assombrada. Certo dia, sem mais nem menos, aparece um fantasma -- Capitão Daniel Gregg -- , que se torna amigo da viuvinha. Quando ela fica sem dinheiro, ele dita suas memórias para ela, no que vem a tornar-se um best-seller. A essa altura, o fantasmajá está apaixonado por Lucy, mas será que esse amor tem futuro?

## Premiações
| Patrocinador                                  | Prêmio | Categoria                          | Situação |
| --------------------------------------------- | ------ | ---------------------------------- | -------- |
| Academia de Artes e Ciências Cinematográficas | Oscar  | Melhor Fotografia (preto e branco) | Indicado |

## Elenco
| Ator/Atriz     | Personagem            |
| -------------- | --------------------- |
| Gene Tierney   | Lucy Muir             |
| Rex Harrison   | Capitão Daniel Gregg  |
| George Sanders | Miles Fairley         |
| Edna Best      | Martha Huggins        |
| Vanessa Brown  | Anna Muir (adulta)    |
| Anna Lee       | Senhora Miles Fairley |
| Robert Coote   | Senhor Mr. Coombe     |
| Natalie Wood   | Anna Muir (criança)   |
| Isobel Elsom   | Angelica Muir         |
| Victoria Horne | Eva Muir              |